# EA Sports FC系列
《EA Sports FC》是由EA溫哥華和EA羅馬尼亞共同開發，並由EA Sports發行的足球電玩系列。它是《FIFA系列》的後續作品，該系列在EA Sports和国际足球联合会的許可協議終止後停產。
該系列的第一部主要作品《EA Sports FC 24》於2023年9月29日推出。此外，《FIFA Online 4》於2023年9月22日更新為《EA Sports FC Online》，而《FIFA Mobile》則於2023年9月26日在全球更新為《EA Sports FC Mobile》。

## 歷史
2022年5月10日，EA Sports和國際足球協會宣布，他們的長期許可協議將於2022年12月31日結束，並延長一年以允許發布《FIFA 23》。同日宣布，EA Sports的《FIFA》電玩系列將於2023年更名為《EA Sports FC》。
儘管進行了品牌重塑，球隊仍保留了《FIFA 23》的19,000多名球員、700支球隊、100個體育場和30個聯賽的許可。

## 遊戲
| 2016 | EA Sports FC Mobile                   |
| 2017 |                                       |
| 2018 | EA Sports FC Online                   |
| 2019 |                                       |
| 2020 |                                       |
| 2021 |                                       |
| 2022 |                                       |
| 2023 | EA Sports FC 24                       |
| 2024 | EA Sports FC Tactical EA Sports FC 25 |

### 主要系列

#### EA Sports FC 24
- 標語：歡迎加入球會（Welcome To The Club）
- 代言人：厄林·哈蘭德（標準版與終極版）、亞歷山大·伊沙克、塞尔玛·巴沙、维吉尔·范戴克、孫興慜、費德里科·奇薩、恩佐·費南德斯、祖德·贝林厄姆、大卫·贝克汉姆、維尼修斯、约翰·克鲁伊夫、罗纳尔迪尼奥、亚历山德拉·波普、莱茜·桑托斯、齐内丁·齐达内、布卡約·薩卡以及（終極版）
- 發布於：Nintendo Switch、PlayStation 4、PlayStation 5、Xbox One、Xbox Series X/S、Windows
- 發布日期：2023年9月29日

作為《EA Sports FC》系列的首個主要遊戲，《EA Sports FC 24》保留了《FIFA 23》的遊戲模式以及對主要俱樂部、聯賽、球員和體育場的授權。新的授權包括西班牙的西班牙女子足球甲級聯賽和德國的德國女子甲級足球聯賽，以及法國足球金球獎的正式授權。跨平台遊戲首次擴展到所有遊戲模式，包括俱樂部和VOLTA足球。該遊戲允許玩家從《FIFA 23》轉移Ultimate Team進度，包括將FIFA積分轉換為FC積分。此外，Ultimate Team中還加入了女選手，讓她們能夠與男選手並肩作戰。

#### EA Sports FC 25
- 標語：為了球會（For the Club）
- 代言人：祖德·贝林厄姆（標準版與終極版）、·布馮、齐内丁·齐达内以及大卫·贝克汉姆（終極版）
- 發布於：Nintendo Switch、PlayStation 5、Xbox Series X/S、Windows
- 發布日期：2024年9月27日

### 其他系列

#### EA Sports FC Mobile
- 代言人：維尼修斯（2023年9月26日–2024年）、厄林·哈蘭德（2024年起）
- 發布於：iOS、Android
- 發布日期：2023年9月26日

2023年，《EA Sports FC Mobile》繼FIFA Mobile遊戲系列後，於2023年9月26日推出了《EA Sports FC Mobile 24》。回歸新的觀眾模式和新的歐洲冠軍聯賽模式。《FC Mobile》也首次將南美自由盃作為現場賽事納入其中。

#### EA Sports FC Online
- 代言人：厄林·哈蘭德、祖德·贝林厄姆、維尼修斯、費德里科·奇薩、恩佐·費南德斯、維吉爾·范戴克、孫興慜（2023年9月22日–現在）
- 發布於：Windows
- 發布日期：2023年9月22日

2023年9月22日，在EA和FIFA切割後，《FIFA Online 4》更名為《EA Sports FC Online》。該遊戲是《EA Sports FC》面向亞洲市場的線上免費版本。該遊戲允許玩家進行像主系列賽一樣的2v2或3v3常規比賽以及其他遊戲中的Ultimate Team功能。該遊戲允許從市場購買玩家並透過購買物品來幫助建立他們的統計數據。《FC Online》有多種類似傳統FC遊戲的遊戲模式，例如House Rules和VOLTA Live。

#### EA Sports FC Tactical
- 代言人：孫興慜
- 發布於：iOS、Android
- 發布日期：2024年5月23日（香港、澳門、台灣、新加坡、馬來西亞、泰國、印尼）[6]

《EA Sports FC Tactical》是Klab Games開發、EA Sports發行的回合制足球手遊。這款遊戲的玩法和《足球小將翼 夢幻隊伍》非常相似。